# Spassowo (Oblast Dobritsch)

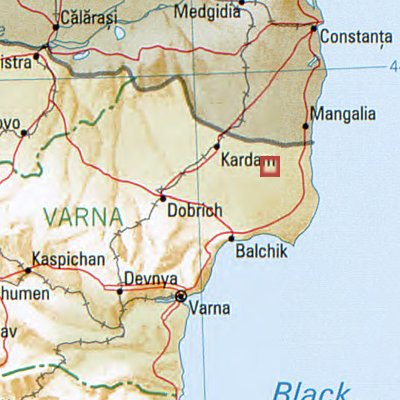
Spassowo – Bulgarien – Nachbarorte: Kardam, Dobritsch, Baltschik, Mangalia

Spassowo [ˈspasovo] (bulgarisch Спасово) ist ein Dorf in Nordostbulgarien. Es liegt in der Dobrudscha, in der Oblast Dobritsch und der Gemeinde General Toschewo.
Es gibt ein Dorf mit gleichem Namen in der Oblast Stara Sagora.